# Carl Dubuc
Carl Dubuc (né à Meudon en France le 23 janvier 1925, et mort accidentellement à Montréal au Québec le 14 novembre 1975,) est un journaliste, animateur et essayiste, humoriste, québécois.

## Biographie
Né par hasard à Meudon (Hauts-de-Seine) en 1925, de parents québécois, il « fait une brillante carrière de journaliste et d'humoriste, dans la presse écrite, à la radio et à la télévision [du Québec] ». Les archives de Radio-Canada témoignent 
de sa carrière, à la radio et à la télévision.
Il est le premier animateur (télévision) de la première adaptation québécoise de Candid Camera (États-Unis), Les insolences d'une caméra, avec Arthur Prévost comme faire-valoir; l'émission est continuée par Alain Stanké après le décès accidentel de Carl Dubuc en 1975.
Époux de la journaliste à La Presse Madeleine Dubuc, il est le père de l'éditorialiste Alain Dubuc.